# Fagaʻalu
Fagaʻalu – wieś w Samoa Amerykańskim (Dystrykt Wschodni), na wyspie Tutuila. Według danych na rok 2010 liczy 910 mieszkańców.